# 丰店镇
丰店镇，是中华人民共和国湖北省孝感市大悟县下辖的一个乡镇级行政单位。

## 行政区划
丰店镇下辖以下地区：
丰店村、许河村、方湾村、七岗村、王畈村、罗岗村、付堂村、燕窝村、板桥村、三瓜村、唐店村、仙河村、东冲村、南冲村、张冲村、杏榜村、方店村、赵畈村、姜畈村、王店村、南田村、北河村、龙潭村、沿河村、桃岭村和尖山村。